# Prunus alleghaniensis
Prunus alleghaniensis är en rosväxtart som beskrevs av Thomas Conrad Porter. Prunus alleghaniensis ingår i släktet prunusar, och familjen rosväxter. Utöver nominatformen finns också underarten P. a. davisii.

## Bildgalleri

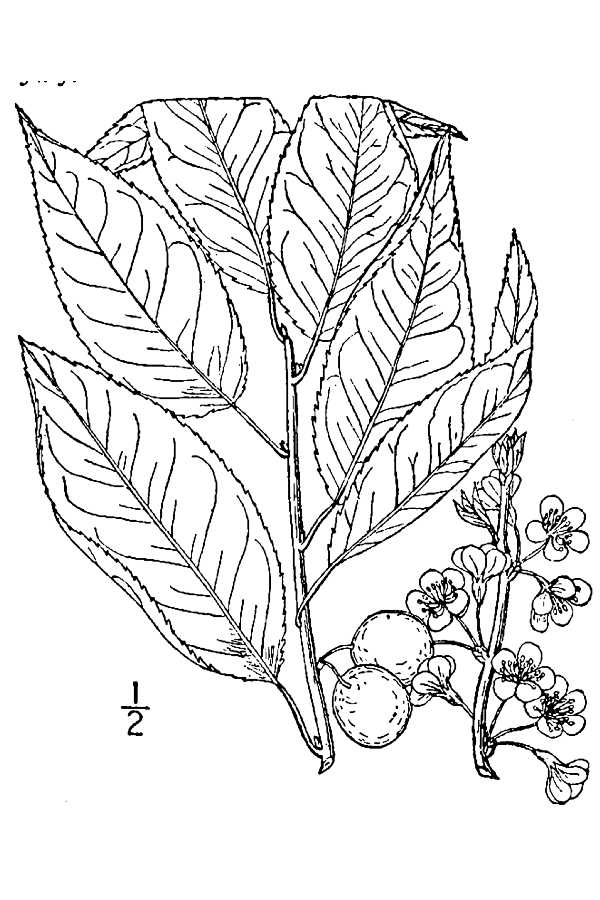